# Andrés Segovia (peintre)
Pour les articles homonymes, voir Segovia (homonymie) et Andrés Segovia.
Andrés Segovia est un peintre et lithographe espagnol né le 25 septembre 1921 à Buenos Aires et mort à Paris 18e le 30 juin 1996.

## Biographie

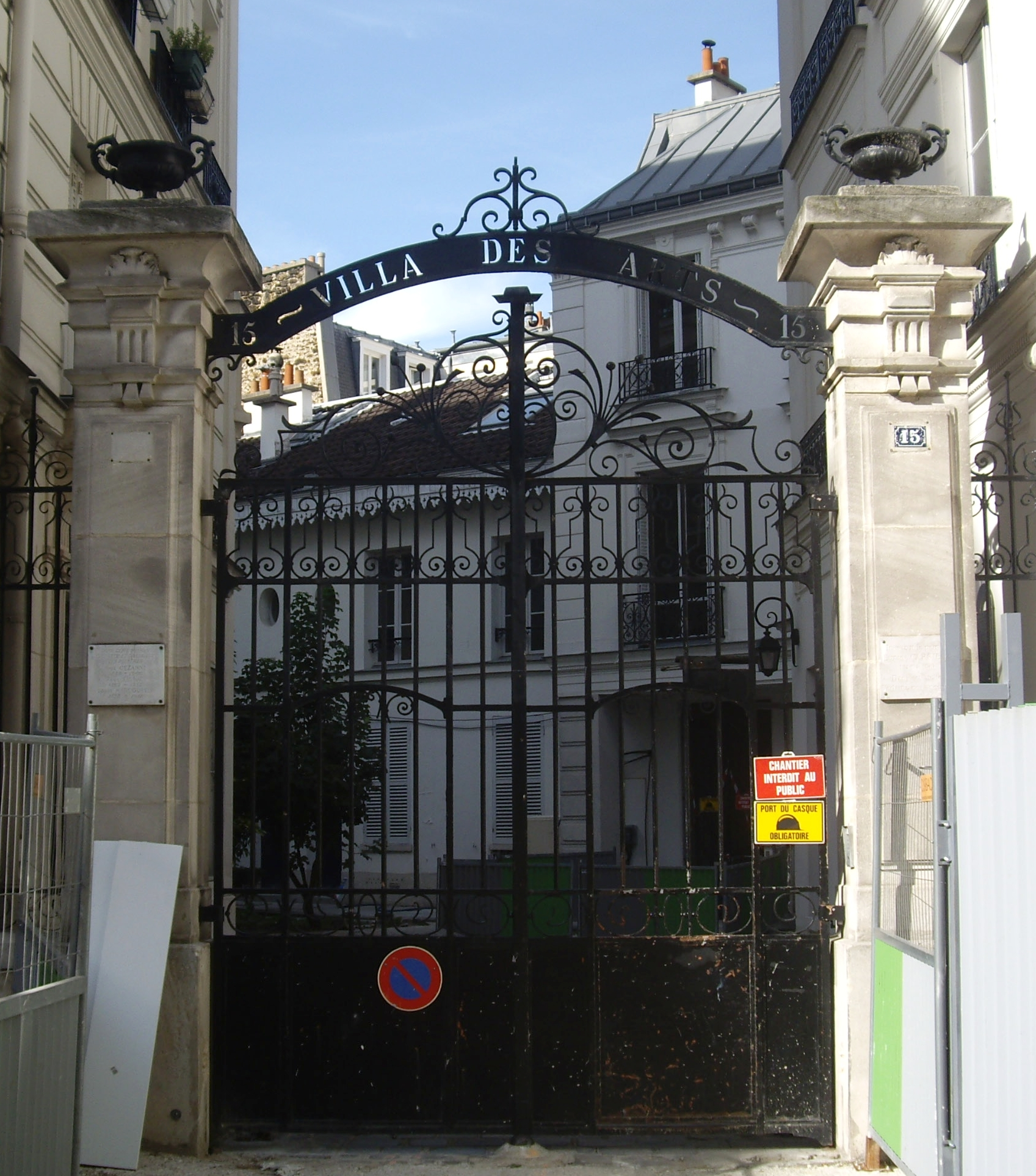
La villa des Arts au 15, rue Hégésippe-Moreau à Paris.

Les nombreux récitals produits tant sur le continent américain qu'en Europe par le célèbre guitariste espagnol Andrés Segovia (1893-1987) font que c'est à Buenos Aires que de son premier mariage avec Adelaida Portillo naît en 1929 son fils, prénommé de même Andrés, appelé dans ce contexte d'itinérance permanente à vivre « une enfance mouvementée, partagée entre l'Amérique du Sud, l'Espagne, la Suisse, l'Italie et l'Allemagne », avant d'arriver à Paris avec le statut de réfugié politique en 1939. 
Partagé entre ses études et la pratique de la peinture en autodidacte, s'intéressant à l'affiche avec un passage dans l'atelier de Paul Colin, se liant d'une amitié durable avec Antoni Clavé, c'est en 1947 qu'il décide de se consacrer totalement à la peinture. Il s'installe à la villa des Arts, 15, rue Hégésippe-Moreau, dans l'atelier qu'occupa avant lui Jean Dufy.
Andrés Segovia est sélectionné pour le prix Drouant-David de la Jeune Peinture en 1952.
Il renonce, à la mort de son père, au titre de marquis de Salobreña, conféré par le roi Juan Carlos Ier d'Espagne.

## Expositions

### Expositions personnelles
- Galerie Moos, Genève, 1949[5].

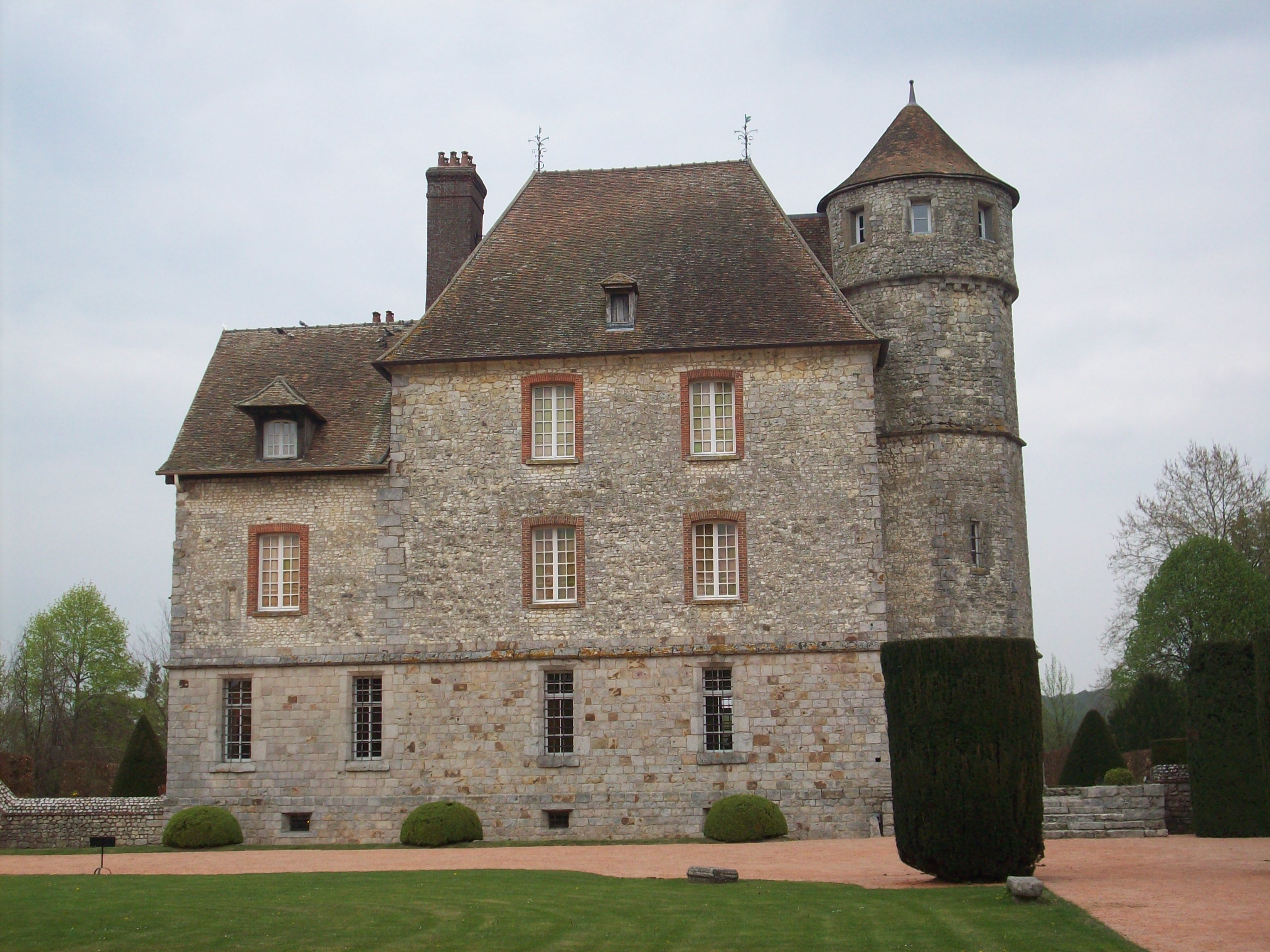
Château de Vascœuil

- Galerie André Weil, Paris, 1951, 1952[4].
- Galerie Drouant-David, Paris, 1951[5], 1954[4].
- Galerie Vanuxem, Paris, 1991[5].
- Château de Vascœuil, 1991.

### Expositions collectives

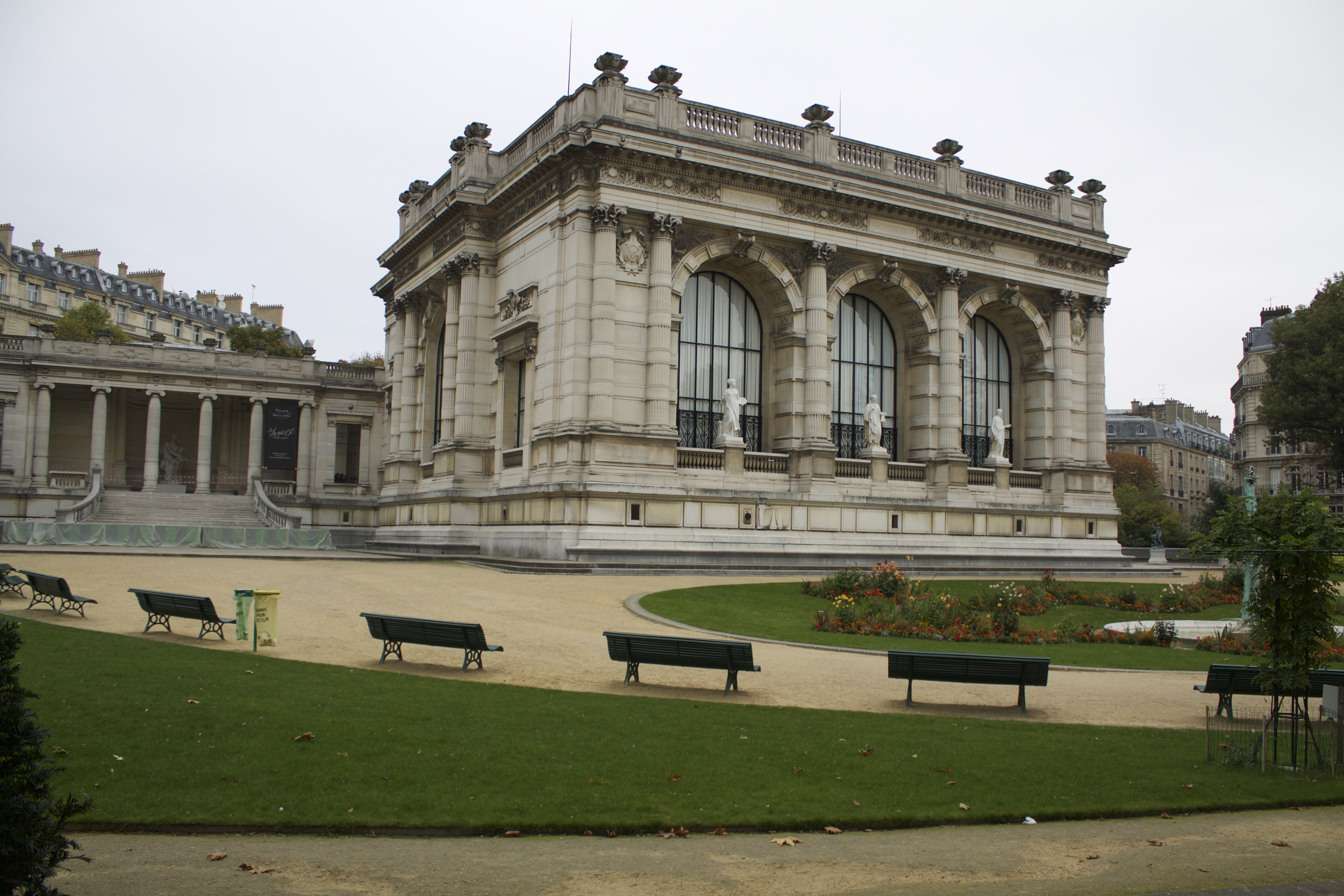
Palais Galliera, Paris

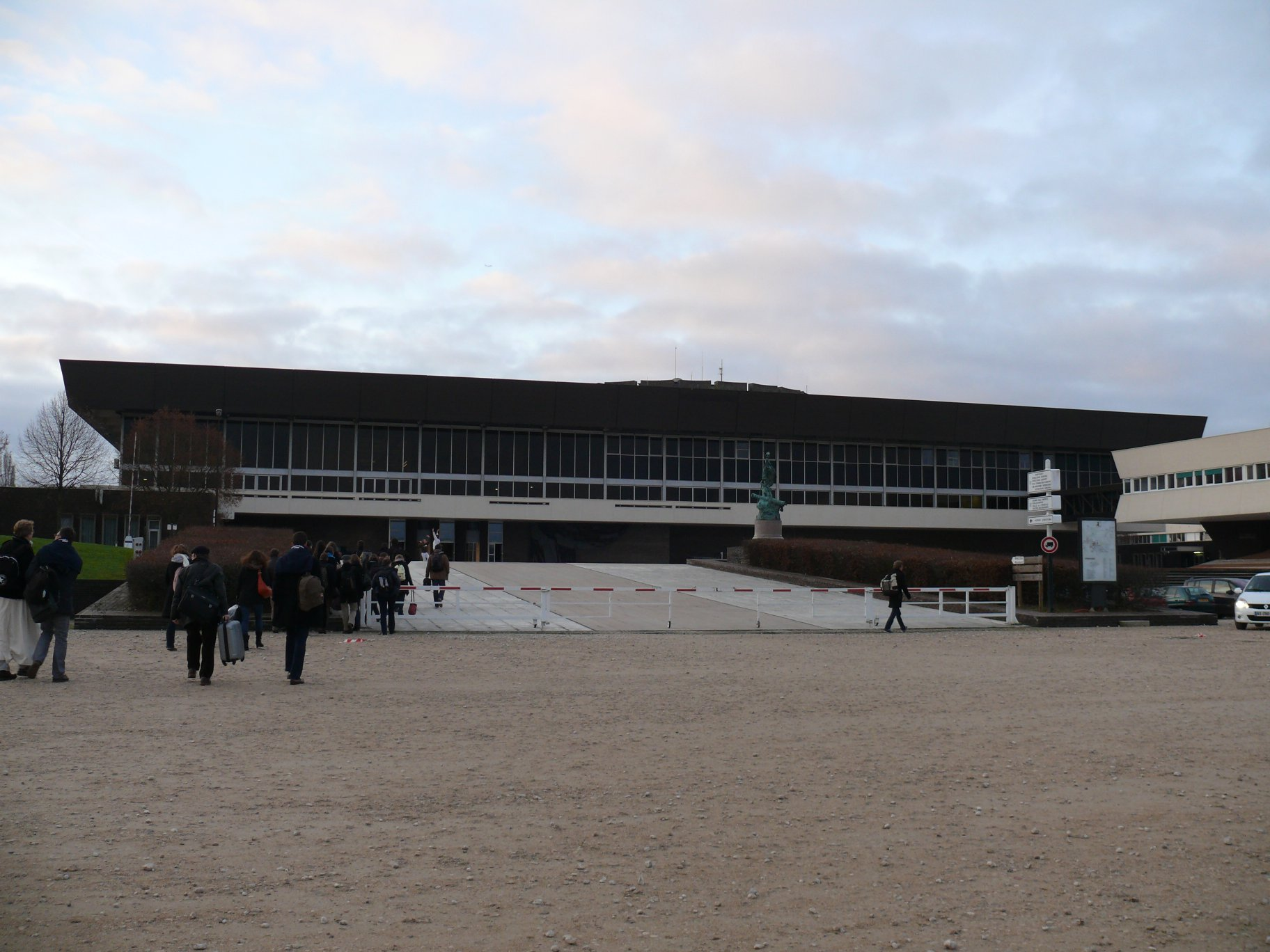
École polytechnique, Palaiseau

- Salon de la Jeune Peinture, Paris, 1951, 1952, 1953[4].
- Salon des peintres témoins de leur temps, palais Galliera, Paris, 1953, Le Dimanche, huile sur toile[4].
- Salon de mai, Paris, 1953[4].
- Fleurs. Vingt-cinq jeunes peintres : Tony Agostini, Paul Aïzpiri, Richard Bellias, Bernard Buffet, Jean Commère, Roger Lersy, Jean Navarre, Michel Patrix, Paul Rebeyrolle, Gaston Sébire, Andrés Segovia…, galerie Visconti, Paris, juin 1953.
- La mer vue par trente jeunes peintres, galerie Visconti, Paris, juin 1954.
- École de Paris, galerie Charpentier, Paris, 1954, 1955, 1956[4].
- Portraits par trente jeunes peintres, galerie Visconti, Paris, juin 1955.
- Peintures et sculptures des artistes espagnols - Eleuterio Blasco Ferrer (es), Antoni Clavé, Pere Créixams, Óscar Domínguez, Pedro Flores, Pierre Garcia-Fons, Emili Grau i Sala, Alexis Hinsberger, Baltasar Lobo, Luis Molné, Ginés Parra, Joaquín Peinado, Eduardo Pisano, Andrés Segovia, Xavier Valls… galerie Jacques Vidal, Paris, juin 1956.
- La collection Julius Fleischmann, Contemporary Arts Center, Cincinnati, janvier 1959[6].
- Salon d'automne, Paris, sociétaire en 1977[7].
- Salon de peinture de l'École polytechnique - Jean-Pierre Alaux, Michèle Battut, Maurice Boitel, Lucien Fontanarosa, Arnaud d'Hauterives, Daniel du Janerand, Michel Jouenne, Monique Journod, Germaine Lacaze, Gaston Sébire, Andrés Segovia…, salons d'honneur de l'École polytechnique, Palaiseau, mai 1990[8].
- Salon des arts graphiques, Paris, 1992.
- Exposition d'art contemporain. Dix-sept artistes espagnols : Eduardo Arroyo, Antoni Clavé, Andrés Segovia, Antoni Tàpies…, salons d'honneur de l'hôtel de ville de Levallois-Perret, septembre-octobre 1992.

## Réception critique
- « Je fus tout aussitôt conquis en faisant le tour des cimaises où s'offraient d'étonnantes compositions dont la science picturale, que ce soit dans les volumes ou dans le trait, s'avérait magistrale. À la mise en place rigoureuse s'ajoutait un sens étonnant des coloris et des valeurs dans une fantaisie débridée... Segovia a suivi une évolution sage et lente. Son art purifié, stabilisé, éthéré, se refuse à toute compromission de facilité pour se cantonner dans une rigueur presque métaphysique, où les harmonies des tons les plus rares s'unissent à celles des volumes et des formes. » - Emmanuel David[9]
- « Cet artiste espagnol né en Argentine adopte un style sculptural, un dessin précis dans la synthèse de la ligne, des harmonies sombres à l'espagnole entre abstraction géométrique et perspective surréaliste. » - Gérald Schurr[10]
- « Le solide métier de Segovia met sa méticulosité au service d'une peinture dont l'évolution vers le symbolisme est évidente. En effet, le thème, que ce soit le fruit, pomme ou pastèque, la tête en bois du mannequin, la machine ou l'insecte ou encore des paysages aux lignes hexagonales, semblent être le support de compositions subtilement chargées de sens, dont les coloris clairs, distingués et feutrés, ne sont pas le moindre des charmes. C'est une peinture minutieusement réaliste et pourtant éloignée de la réalité. » - Dictionnaire Bénézit[2]

## Œuvres dans les collections publiques
- Paris, villa des Arts[11].

## Collections particulières référencées
- Julius Fleischmann Jr., Cincinnati[6].